# سلام بن سليم
أبو الأحوص سلام بن سليم الحنفي مولاهم الكوفي من رواة الحديث وهو ثقة، مات سنة تسع وسبعين ومائة.

## أخباره
قَالَ أَحْمَدُ العِجْلِيُّ: «كَانَ ثِقَةً، صَاحِبَ سُنَّةٍ وَاتِّبَاعٍ، وَكَانَ إِذَا مُلِئَتْ دَارُهُ مِنْ أَصْحَابِ الحَدِيْثِ، قَالَ لابْنِهِ أَحْوَصَ: يَا بُنَيَّ! قُمْ فَمَنْ رَأْيْتَهُ فِي دَارِي يَشتمُ أَحَداً مِنَ الصَّحَابَةِ، فَأَخْرِجْهُ، مَا يَجِيْءُ بكُم إِلِيَنَا.»، وكان حديثه نحو أربعة آلاف حديث.وهو خال المقرئ سليم، صاحب حمزة، وقرأ أبو الأحوص أيضا القرآن على حمزة.

## روايته للحديث النبوي
- حدث عن: زياد بن علاقة‍، والأسود بن قيس، وآدم بن علي، وعبد العزيز بن رفيع، وسعيد بن مسروق، وسماك بن حرب، وأبي إسحاق، وإبراهيم بن مهاجر، وأبي بشر بيان بن بشر، وأشعث بن أبي الشعثاء، وشبيب بن غرقدة، وأبي حصين، ومنصور، وعاصم بن كليب، وعبد الكريم الجزري، وعطاء بن السائب وخلق سواهم.
- وعنه: عبد الرحمن بن مهدي، ووكيع، ويحيى بن آدم، وخلف بن تميم، والحسن بن الربيع البوراني، وأبو توبة الربيع بن نافع، وسعيد بن منصور، وعاصم بن يوسف، وعبد الله بن صالح العجلي، وقتيبة، وأبو بكر بن أبي شيبة، وأخوه عثمان، ومحمد بن سلام البيكندي، ومحمد بن عبيد المحاربي، وهناد بن السري، ويحيى بن يحيى، وعبد الله بن عمر بن أبان، وأحمد بن حواس الحنفي، وخلف بن هشام، وسويد بن سعيد، وآخرون.

## أقوال العلماء فيه
- قال أبو حاتم الرازي: صدوق دون زائدة وزهير في الإتقان.
- قال أبو زرعة الرازي: ثقة.
- قال أحمد بن شعيب النسائي: ثقة.
- قال أحمد بن صالح الجيلي: ثقة، صاحب سنة واتباع.
- قال ابن حجر العسقلاني: ثقة متقن صاحب حديث.
- قال عبد الرحمن بن مهدي: أثبت من شريك.
- قال محمد بن سعد كاتب الواقدي: كثير الحديث صالح فيه.
- قال محمد بن عبد الله بن نمير: وثقه.
- قال يحيى بن معين: ثقة متقن.[2]